# کارلا آنتونلی
کارلا آنتونلی (به انگلیسی: Carla Antonelli) (زاده ۱۳ ژوئیهٔ ۱۹۵۹) بازیگر، کنشگر و سیاستمدار کانادایی-اسپانیایی است.
او یک زن ترنس است.